# Tim Teßmann
Tim Teßmann (* 16. Juni 1989 in Haldensleben) ist ein deutscher Politiker (CDU) und Abgeordneter im Landtag von Sachsen-Anhalt.

## Leben
Nach dem Abitur 2008 absolvierte Tim Teßmann zunächst ein soziales Jahr und dann bis 2012 eine Ausbildung zum Verwaltungsfachangestellten.  Er studierte berufsbegleitend und erreichte 2019 einen Abschluss als staatlich anerkannter Sozialpädagoge. Daran schloss sich ein Master-Studiengang „Digitalisierung und Sozialstrukturwandel“ an.

## Politik und Partei
Teßmann gehört der CDU und dem Vorstand der Jungen Union Börde seit 2016 an. Er hatte von 2019 bis 2021 ein Mandat im Stadtrat von Haldensleben inne. Bei der Landtagswahl in Sachsen-Anhalt 2021 erhielt er ein Direktmandat im Wahlkreis Haldensleben.